# Sankt-Ladislaus-Gymnasium zu Kőbánya
Das Sankt-Ladislaus-Gymnasium zu Kőbánya (ungarisch: Kőbányai Szent László Gimnázium, italienisch: Liceo San Ladislao di Kőbánya) ist ein traditionsreiches Gymnasium in Budapest. Es ist eines der renommiertesten Gymnasien in der Hauptstadt Ungarns. Die Schule wurde im Jahr 1907 in Kőbánya gegründet. Das Gebäude wurde von Ödön Lechner geplant.

Die erste Schule in Kőbánya wurde im Jahr 1904 in Tisztviselőtelep (heute: Ortsteil Josefstadts) gegründet.
Mit dem Bau der Schule wurde 1914 begonnen, fertiggestellt wurde es 1915. Den heutigen Namen hat die Schule 1921 angenommen.

## Ausbildung

### In der fünfjährigen Ausbildung
- Klasse A
  - ungarisch-italienisch bilinguale Klasse
- Klasse E
  - erhöhtes Niveau in Naturwissenschaften
- Klasse F
  - erhöhtes Niveau in Informatik
  - erhöhtes Niveau in Medien

### In der vierjährigen Ausbildung
- Klasse B
  - verstärkter Englischunterricht
  - erhöhtes Niveau in Mathematik und Englisch
- Klasse D
  - erhöhtes Niveau in Kunst
  - erhöhtes Niveau in Deutsch
  - erhöhtes Niveau in Englisch